# ناثان كيربي
ناثان كيربي (بالإنجليزية: Nathan Kirby)‏ هو لاعب كرة قاعدة أمريكي، ولد في 15 فبراير 1994 في ميدلوثيان فرجينيا ‏ في الولايات المتحدة.

## وصلات خارجية
- ناثان كيربي على موقعبيزبول رفرنس.كوم (الدوري الثانوي) (الإنجليزية)